# Schleicher Rhönbussard
Schleicher Rhönbussard – niemiecki szybowiec treningowy. Opracowany w zakładach Schleichera, produkowany również w Deutsche Forschungsanstalt für Segelflug.

## Historia
Prace nad szybowcem Hans Jacobs rozpoczął w 1932 r. Nowa konstrukcja miała być bardziej zaawansowana od Grunau Baby a jednocześnie prostsza w budowie od Schleicher Rhönadler. W porównaniu z Rhönadlerem nowa konstrukcja miała zmniejszone wymiary, zmniejszoną masę własną oraz powiększone lotki. Oblotu prototypu dokonano w 1933 r. Produkcja seryjna została uruchomiona w zakładach Schleichera, a następnie przeniesiona do Deutsche Forschungsanstalt für Segelflug. W 1934 r. stał się podstawą do opracowania wersji rozwojowej oznaczonej jako DFS Rhönsperber.
Po zakończeniu II wojny światowej na terenie Polski odnaleziono kilka egzemplarzy Rhönbussarda. Do stany lotnego udało się doprowadzić trzy egzemplarze, które otrzymały oznaczenia SP-125, SP-149 oraz SP-557. Ostatni z nich został wykreślony z rejestru statków powietrznych w 1951 r. W polskiej nomenklaturze określano je nazwą własną Rebus. Na terenie Niemiec udokumentowane jest użycie dwóch egzemplarzy, które otrzymały oznaczenie D-1137 oraz D-5565. W 1978 r. jeden egzemplarz Rhönbussarda został sprowadzony z Wielkiej Brytanii i doprowadzony do stanu lotnego. 

## Konstrukcja
Jednomiejscowy szybowiec treningowy w układzie górnopłatu o konstrukcji drewnianej. Kadłub o przekroju owalnym i konstrukcji półskorupowej. W przedniej części mieścił odkrytą kabinę pilota osłoniętą zdejmowaną osłoną. Płat dwudzielny o konstrukcji jednodźwigarowej i profilu Gö 535. Do dźwigara kryte sklejką, dalej płótnem. Wyposażone w hamulce aerodynamiczne DFS. podwozie jednotorowe złożone z podkadłubowej płozy oraz wzmocnionej dolnej krawędzi kadłuba w części ogonowej. Usterzenie wolnonośne, statecznik pionowy i poziomy mocowane do górnej powierzchni kadłuba. 